# CCTV-7

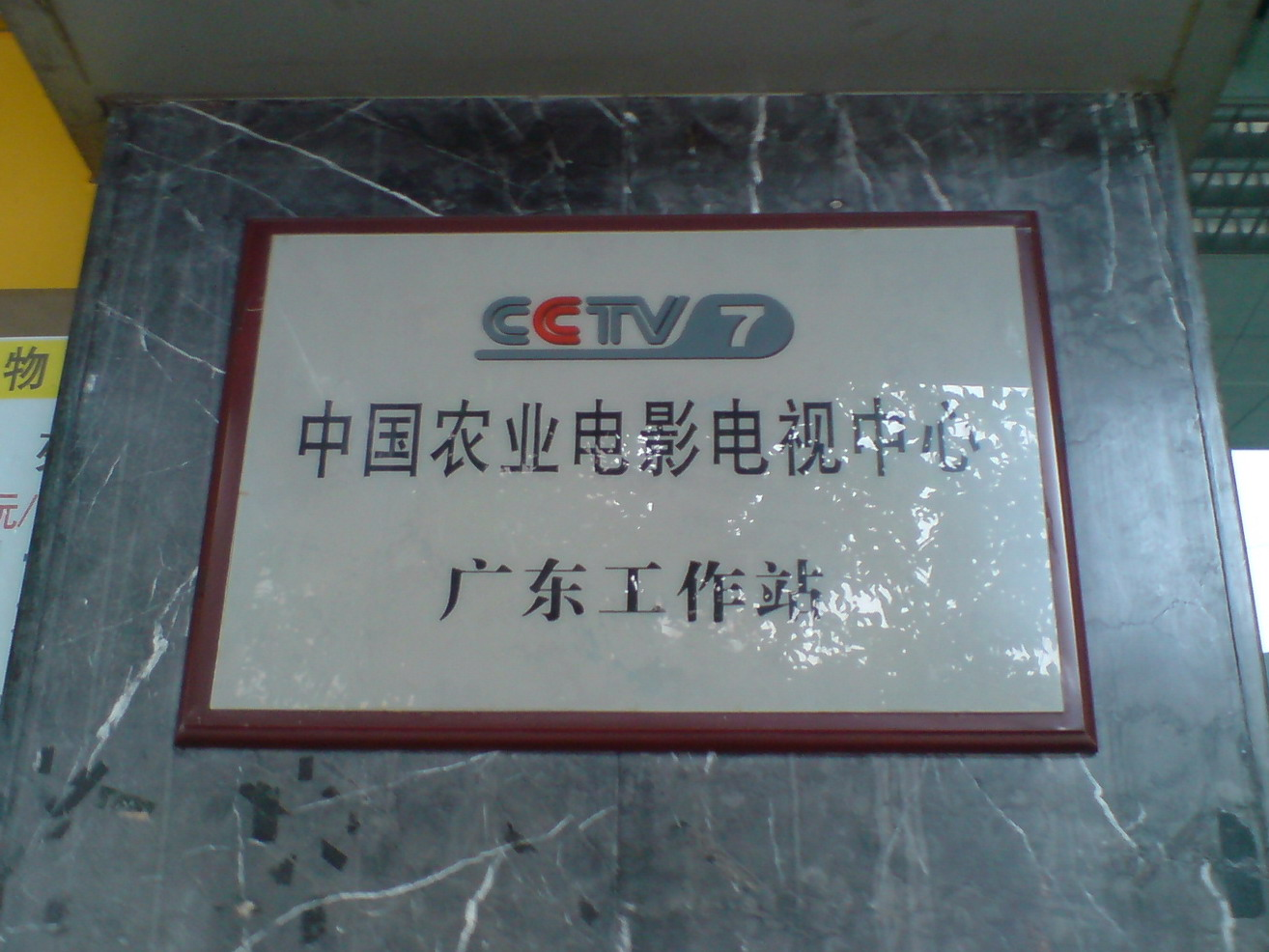
Kantoor van de Guangdongse afdeling van de Film- en televisiestudio van de Chinese landbouw

CCTV-7 is een televisiezender van de Chinese publieke omroep China Central Television. De zender is gericht op militairen. Tot 2003 zond het ook kinderprogramma's uit, maar daarna zijn deze verplaatst naar een aparte kinderzender. Tot augustus 2019 werd de zendtijd verdeeld over programma's voor militairen en uitzendingen voor agrariërs maar ook deze zijn verplaatst naar een aparte zender. CCTV-7 is ook in HD beschikbaar.
De zender begon op 30 november 1995 met uitzenden. De programma's worden gemaakt door het Propagandacentrum van de televisie voor het Volksbevrijdingsleger (解放军电视宣传中心).
De programma's voor boeren verzorgd door de Film- en televisiestudio van de Chinese landbouw (中國農業電影電視中心) verhuisden in 2019 naar de op 23 september dat jaar opgestarte CCTV-17.

## Televisieprogramma's
- Heping niandai 和平年代 (Vredevolle jaren)
- Zhongguo wujing 中国武警 (Chinese ME-agenten)
- Bai zhan jingdian 百战经典 (Honderd klassieke veldslagen)
- Jiang wu tang 讲武堂 (Over zelfverdediging gesproken)
- Junshi keji 军事科技 (Wetenschap van militaire zaken)
- Junshi baodao 军事报道 (Nieuws over militaire zaken)
- Junshi jishi 军事纪实 (Waarheden van het leger)

### Vroegere programma's
- Xiangtu 乡土 (Geboortegrond)
- Xiangyue 乡约 (Plattelandscontract)
- Yangguang da dao 阳光大道 (De weg des zonlichts)
- Lüse shikong 绿色时空 (Groene tijd)
- Keji yuan 科技苑 (Tuin der wetenschap)
- Shenghuo 567 生活567 (Leven 567)
- Nongguang tiandi 农广天地 (Nieuws van de boerderij)
- Xiangtu shijie 乡村大世界 (De grote wereld van geboortegrond)